# Dresdner SC
Dresdner SC är en tysk idrottsklubb i Dresden. Klubben grundades 1843. Under 1940-talet blev föreningens fotbollslag tyska mästare två gånger. 
Staden Dresden har en lång fotbollstradition och fram till andra världskriget hade staden ett av Tysklands bästa lag - Dresdner SC. DSC hade många landslagsspelare, bland dem den senare förbundskaptenen Helmut Schön. Efter krigsslutet förbjöds klubben och till skillnad från i väst skulle många klubbar i öst aldrig få återstartas. Under det nya namnet SG Friedrichstadt började man om men var en nagel i ögat på de styrande. Klubben tvingades att upplösas, efter  en kontroversiell match mot  i ZSG Horst Zwickau som avgjorde DDR-Oberliga 1949/1950. Lagets plats i DDR-Oberliga gavs till SV Deutsche Volkspolizei Dresden, som senare blev SG Dynamo Dresden. 
De flesta av lagets tidigare spelare valde att fly till Väst, såsom Helmut Schön. Många anslöt sig till Hertha BSC.
I dag är föreningen huvudsakligen känd för sitt damlag i volleyboll som spelar i den högsta tyska volleybollserien. Damlaget har blivit tyska mästare i volleyboll sex gånger.

## Kända spelare
- Helmut Schön
- Richard Hofmann
- Willibald Kress

## Meriter
- Tyska mästare i fotboll: 1943, 1944
- Tyska mästare i volleyboll: 1999, 2007, 2014, 2015, 2016 och 2021.